# Football for Friendship
Football for Friendship (russisch Футбол для дружбы) ist ein jährlich stattfindendes internationales Sozialprojekt für Kinder, das von dem Unternehmen Gazprom organisiert wird. Ziel des Programms ist es, Kindern und Jugendlichen die grundlegenden Werte zu vermitteln, für die der Fußball steht.
Im Rahmen des Programms nehmen Fußballspieler im Alter von 12 Jahren aus verschiedenen Ländern der Welt am jährlichen internationalen Kinderforum sowie am internationalen Straßenfußballturnier und internationalen Tag des Fußballs und der Freundschaft teil. Der globale Betreiber des Programms ist die AGT Communications Group (Russland).

## Geschichte

### 2013
Am 25. Mai 2013 fand in London das erste Internationale Kinderforum Fußball für Freundschaft statt. 670 Kinder aus acht Ländern nahmen daran teil: aus Bulgarien, Großbritannien, Ungarn, Deutschland, Griechenland, Russland, Serbien und Slowenien. Russland wurde durch elf Fußballmannschaften aus elf russischen Städten vertreten. Auch die Juniorenteams der Clubs Zenit, Chelsea und Schalke 04 nahmen am Forum teil.

### 2014
Vom 23. bis 25. Mai 2014 in Lissabon nahmen 450 Teenager aus 16 Ländern teil: Weißrussland, Bulgarien, Großbritannien, Ungarn, Deutschland, Italien, Niederlande, Polen, Portugal, Russland, Serbien, Slowenien, Türkei, Ukraine, Frankreich und Kroatien. Die Kinder waren Zuschauer des Champions-League-Finales 2013/2014.
Der Gewinner des internationalen Straßenfußball-Turniers 2014 war die Juniorenmannschaft von Benfica (Portugal).

### 2015
24 Jugendmannschaften aus 24 Ländern nahmen vom 4. bis 7. Juni in Berlin teil. Fußballteams aus Japan, China und Kasachstan nahmen erstmals am Programm teil. Insgesamt waren bei der dritten Saison 24 Fußballmannschaften aus 24 Ländern vertreten. Der Gewinner des internationalen Straßenfußball-Turniers 2015 war die Juniorenmannschaft von Rapid (Österreich).
Gleichzeitig wurde der Nine Values Cup für soziale Initiativen von Profi-Clubs der UEFA Champions League verliehen.

### 2016
In der vierten Saison des Programms waren erstmals acht neue Juniorenmannschaften aus Aserbaidschan, Algerien, Armenien, Argentinien, Brasilien, Vietnam, Kirgistan und Syrien vertreten, sodass die Anzahl der teilnehmenden Länder 32 erreichte.
Der Gewinner des Turniers war das Team Maribor aus Slowenien.
Die arabische Leitung der Sportredaktion des internationalen Fernsehsenders Russia Today drehte mit Unterstützung des syrischen Fußballverbands den Dokumentarfilm „Drei Tage ohne Krieg“ über die teilnehmenden Kinder des syrischen Clubs Al-Wahda. Am 14. September 2016 besuchten über 7.000 Menschen die Premiere des Films in Damaskus.

### 2017
2017 nahm die Zahl der teilnehmenden Länder von 32 auf 64 zu. Erstmals beteiligen sich an „Fußball für Freundschaft“ Kinder aus Mexiko und den USA.

### 2018
Football for Friendship fand vom 15. Februar bis zum 15. Juni statt. Finalveranstaltungen fanden in Moskau im Vorfeld der Weltmeisterschaft FIFA 2018 statt.

### 2019
Die Finalveranstaltungen fanden vom 28. Mai bis zum 2. Juni in Madrid statt.

### Internationales Jugendpressezentrum EURO 2020
Im Rahmen der Europameisterschaft UEFA EURO 2020 wurde ein internationales Jugendpressezentrum mit den jungen Journalisten aus 11 Austragungsländern zum Bestandteil des Programms Football for Friendship.

### 2021
Die Finalveranstaltungen der neunten Saison wurden online vom 14. Mai bis zum 29. Mai durchgeführt.
Die offene Auslosung für Online-Fußballweltmeisterschaft 2021 (Football for Friendship eWorld Championship) fand am 25. April 2021 statt.
Die Online-Fußballweltmeisterschaft (Football for Friendship eWorld Championship) wurde auf dem speziell entwickelten Multiplayer-Simulator „Football for Friendship World“ (F4F World) durchgeführt. Das Finale gewann eine Mannschaft mit Kindern aus Aruba, Belize, Guatemala, Costa Rica und Mexiko.

## Neun Werte des Projekts Football for Friendship
Während des ersten Internationalen Forums für Kinder, das am 25. Mai 2013 stattgefunden hat, haben Junge Botschafter aus Großbritannien, Deutschland, Slowenien, Ungarn, Serbien, Bulgarien, Griechenland und Russland die ersten acht Werte des Programms gebildet – Freundschaft, Egalität, Gerechtigkeit, Gesundheit, Frieden, Anhänglichkeit, Sieg und Traditionen – und diese Werte in einem Offenen Schreiben präsentiert. Das Schreiben wurde an Chefs internationaler sportlicher Organisationen verschickt: des Internationalen Fußballverbandes (FIFA), des Union der Europäischen Fußballverbände (UEFA) und des Internationalen Olympischen Komitees verschickt.
Im Jahre 2015 haben sich Teilnehmer aus China, Japan und Kasachstan ans Projekt Football for Friendship angeschlossen, die vorgeschlagen haben, den neunten Wert – Ehre hinzuzufügen.

## Internationaler Tag des Fußballs und der Freundschaft
Der Internationale Tag des Fußballs und der Freundschaft wird als Teil des Projekts am 25. April in allen teilnehmenden Ländern begangen. 2014 wurde er zum ersten Mal gefeiert.

## Internationaler Preis Football for Friendship
Im Jahr 2020 wurde der Internationale Preis Football for Friendship eingeführt. Er ist auf Ideen für Sporttraining, Bildung der jungen Fußballspieler und Zusammenarbeit im Bereich des Kinderfußballs, sowie auf die Förderung dieser Ideen in der ganzen Welt gerichtet. Das Ziel des Preises ist es, die Aufmerksamkeit auf die Entwicklung des Kinderfußballs unter Bedingungen der globalen Digitalisierung zu lenken und eine Gemeinschaft von Gleichgesinnten aufzubauen, die diese Bereiche entwickeln.

## Umweltinitiative
Seit 2016 wird im Rahmen des Programms Football for Friendship jährlich eine Umweltinitiative durchgeführt.

## Errungenschaften und Rekorde
Mit Stand zum 2021 verfügt Football for Friendship über mehr als 60 nationale und internationale Preise für soziale Verantwortung, Sport und Kommunikation, darunter drei Guinness-Rekord-Titel für die meisten Nationalitäten bei einem Fußballtraining, für ein Online-Fußballtraining mit den meisten Teilnehmern und die größte Anzahl von gleichzeitigen Besuchern eines virtuellen Stadion. Unter anderen Preisen sind SABRE Awards im Bereich CSR (USA), Gold Quill Awards für das beste soziale Projekt auf dem Planeten (USA), der große Preis von Serebrjannyj Lutschnik (Russland), IPRA Awards für die beste Kampagne für Ziele für nachhaltige Entwicklung der Vereinten Nationen, ICCO Global Award für interkulturelle Kommunikationen (Vereinigtes Königreich) und andere.